# Osiedle XXX-lecia (Iława)
Osiedle XXX-lecia – osiedle w Iławie położone między ulicami Andersa a Skłodowskiej-Curie. Graniczy od północy z Osiedlem Kopernika, od zachodu z osiedlem Gajerek, od wschodu z Osiedlem Wojska Polskiego, a od południa z Osiedlem Podleśnym.

Położenie na mapie Iławy

## Obiekty
- Szpital Powiatowy im. Władysława Biegańskiego
- Osiedlowy Dom Kultury
- Zakład Karny Iława
- największy budynek mieszkalny w Iławie-falowiec z 207 mieszkaniami przy ul. Kasprowicza 1

## Ulice
- Andersa (część)
- Asnyka
- Behringa
- Brzozowa
- Kasprowicza
- 1 Maja (część)
- Skłodowskiej-Curie (część)
- Smolki (część)

## Komunikacja
Przez teren osiedla przebiegają trasy 7 linii komunikacyjnych. Są to linie numer:
- 1 – (Długa-Cmentarz)
- 2 – (Długa-Ogrody)
- 3 – (Długa-Nowa Wieś)
- 4 – (Dworzec Główny-Aleja Jana Pawła II)
- 5 – (Długa-Sienkiewicza)
- 7 – (Nowa Wieś-Nowa Wieś)
- 8 – (Długa-Radomek)

Linie biegną ulicami: Andersa, 1 Maja, Skłodowskiej-Curie i Smolki.